# Alucita spicifera
Alucita spicifera là một loài bướm đêm thuộc họ Alucitidae. Loài này có ở Nam Phi.